# كلينتون بي. فورد
كلينتون بي. فورد (بالإنجليزية: Clinton B. Ford)‏ هو عالم فلك أمريكي، ولد في 1 مارس 1913، وتوفي في 23 سبتمبر 1992.